# Torta quattro quarti
La torta quattro quarti, in inglese nota come pound cake o poundcake, è una torta originaria dell'Europa settentrionale. Il suo nome è dovuto al fatto che l'alimento è composto da quattro ingredienti (farina, burro, zucchero e uova) utilizzati con le stesse quantità.

## Storia

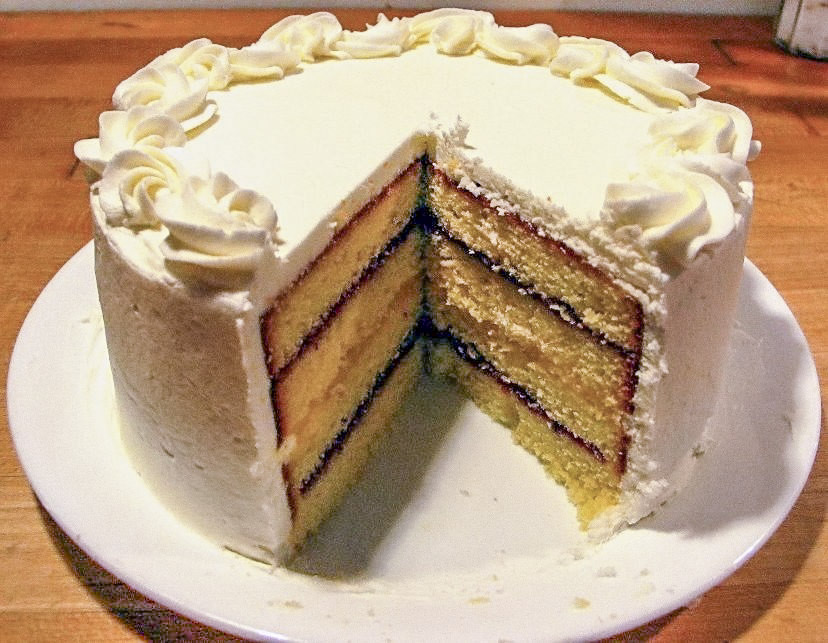
Torta quattro quarti ricoperta di crema al burro.

Si ritiene che la torta quattro quarti abbia le sue origini in Inghilterra, Francia e Germania durante i primi anni del 1700. Fra le prime ricette per preparare la pound cake è degna di nota quella riportata sul bestseller The Art of Cookery Made Plain and Easy (1747) di Hannah Glasse. Più tardi, fu pubblicata la prima ricetta nordamericana della torta su American Cookery, uscito nel 1796.
Nel tempo gli ingredienti della torta quattro quarti cambiarono e con essi la consistenza e il sapore del dolce. La scrittrice Eliza Leslie, che scrisse Direction for Cookery del 1851, vuole che per la sua preparazione venisse creato un impasto composto da dieci uova sbattute il più delicatamente possibile che, dopo essere state mescolate con una libbra di farina, venissero insaporite con il succo di due limoni o tre grandi arance.
Oggi la pound cake è divenuta un classico della cucina degli Stati Uniti, ove viene preparata in aree geografiche come l'Appalachia, e viene consumata in vari paesi del mondo fra cui la Francia, dove prende il nome di quatre-quarts, il Messico, dove si cucina il panqué, e la Germania, in cui è diffusa la eischwerteig mit fett.

## Varianti
Una prima variante di questa torta, conosciuta come pound cake indiana, sostituisce parte della farina con farina di mais a base di mais essiccato. La ricetta della pound cake indiana fu pubblicata per la prima volta nel 1828 da Eliza Leslie e successivamente riproposta in The Indian Meal Book del 1846, periodo in cui gli irlandesi erano alla ricerca di alternative alla più costosa farina di grano.